# Capula, Hidalgo
Capula är en ort i Mexiko.   Den ligger i kommunen Ixmiquilpan och delstaten Hidalgo, i den sydöstra delen av landet, 120 km norr om huvudstaden Mexico City. Capula ligger 1 781 meter över havet och antalet invånare är 507.
Terrängen runt Capula är kuperad åt sydost, men åt nordväst är den platt. Runt Capula är det ganska tätbefolkat, med 120 invånare per kvadratkilometer. Närmaste större samhälle är Ixmiquilpan, 8,9 km väster om Capula. Omgivningarna runt Capula är i huvudsak ett öppet busklandskap.